# Christmas Time Again
Christmas Time Again è l'undicesimo album in studio del gruppo musicale southern rock statunitense Lynyrd Skynyrd, pubblicato nel 2000.

## Tracce
1. Santa's Messin' with the Kid (Eddie C. Campbell) - 3:15
2. Rudolph the Red-Nosed Reindeer (Johnny Marks) - 2:31
3. Christmas Time Again (Gary Rossington, Johnny Van Zant, Rickey Medlocke, Hughie Thomasson, Dale Krantz Rossington) - 4:34
4. Greensleeves (tradizionale) - 2:18
5. Santa Claus Is Coming to Town (Haven Gillespie)  - 3:08 - 38 Special
6. Run Run Rudolph (Johnny Marks, Marvin Brodie) - 3:32
7. Mama's Song (Gary Rossington, Johnny Van Zant, Rickey Medlocke, Hughie Thomasson) - 3:52
8. Santa Claus Wants Some Lovin (Mack Rice) - 3:39
9. Classical Christmas (Rickey Medlocke, Johnny Van Zant) - 2:09
10. Hallelujah, It's Christmas (Don Barnes, Donnie Van Zant, Danny Chauncey) - 4:01 - 38 Special
11. Skynyrd Family (Gary Rossington, Johnny Van Zant, Rickey Medlocke, Hughie Thomasson) - 3:00

## Formazione
Gruppo
- Johnny Van Zant - voce
- Gary Rossington - chitarra
- Billy Powell - tastiere
- Leon Wilkeson - basso, cori (accreditato)
- Rickey Medlocke - chitarre, cori
- Hughie Thomasson - chitarre, cori
- Michael Cartellone - batteria, percussioni
- Dale Krantz Rossington - cori
- Carol Chase - cori
- Mike Brignardello - basso